# Ник Робинсон
Николас Џон Робинсон (енгл. Nicholas John Robinson; Сијетл, 22. март 1995) амерички је глумац. Као дете је глумио у позоришним представама Божићна прича и Маме, након чега је глумио у комедији ситуације, Мелиса и Џои (2010—2015). Глумио је споредну улогу у научнофантастичном филму Свет из доба јуре (2015) и главне улоге у неколико тинејџерских драма, као што су: Краљеви лета (2013), Пети талас (2016), Све, баш све (2017), С љубављу, Сајмон (2018) и Домородац (2019). Глумио је споредне улоге у мини-серијама Професорка (2020) и Слушкиња (2021).

## Детињство и младост
Робинсон је рођен 22. марта 1995. године у Сијетл, Вашингтон. Има четворо млађе браће и сестре и две старије полусестре из претходног брака свог оца. Његова мајка је Денисе Поднар. Дипломирао је на Campbell Hall School 2013. године. Прихваћен је на њујоршком универзитету, али је своју прву годину одложио да ради на још једној сезони Melissa & Joey.

## Каријера
Робинсон се први пут појавио на позорници са једанаест година, где га је открио Мат Касела и препоручио га агентима. У 2010. години, Робинсон је био у улози Рајдера Сканлона, нећака лика Малиса и Џои. Током 2011. године, док је био на паузи од Малиса и Џои, Робинсон је почео снимати филм са Дизнијевим звездама Бела Торн и Зендеја, Робинсон је играо улогу Џејка Логана. Крајем 2013. године, Робинсон добија улогу у филму Свет из доба јуре који је објављен 2015. године. Глумио је у независном филму Бити Џарли, који је премијерно приказан на Међународном филмском фестивалу у Торонту 2015. године. Филм је театрално објављен 2016. године. У 2018. години, Робинсон је глумио као Сајмон Спиер у тинејџерског филма С љубављу, Сајмон. Филм се сматрао револуционарним јер је то био први велики студијски филм који се фокусирао на геј, тинејџерску романсу. Робинсонов наступ као што је Сајмон добио критичко признање. Након што је прочитао сценариј, Робинсон је открио да је прекршио властито правило да више не игра високе ученике јер је видио културни значај филма.

## Филмографија

### Филм
| Година | Српски назив        | Изворни назив      | Улога             | Напомене    |
| ------ | ------------------- | ------------------ | ----------------- | ----------- |
| 2012.  | (Не)пријатељи       |                    | Џејк Логан        |             |
| 2013.  | Краљеви лета        |                    | Џо Тој            |             |
| 2015.  | Свет из доба јуре   |                    | Зак Мичел         |             |
| 2015.  |                     | Чарли Милс         |                   |             |
| 2016.  | Пети талас          |                    | Бен Париш         |             |
| 2017.  | Конг: Острво лобања | Kong: Skull Island | гост у бару бр. 2 | камео улога |
| 2017.  | Све, баш све        |                    | Оли Брајт         |             |
| 2017.  | Кристал             |                    | Тејлор Огберн     |             |
| 2018.  | С љубављу, Сајмон   |                    | Сајмон Спир       |             |
| 2019.  | Домородац           |                    | Џан Елрон         |             |
| 2019.  |                     | Филип Чејс         |                   |             |
| 2020.  |                     |                    | Стју Бекел        |             |
| 2021.  | Пут свиле           |                    | Рос Улбрихт       |             |
| 2024.  | Девица              |                    | Принц Хенри       |             |

### Телевизија
| Година     | Српски назив      | Изворни назив | Улога          | Напомене                                 |
| ---------- | ----------------- | ------------- | -------------- | ---------------------------------------- |
| 2010—2015. | Мелиса и Џои      |               | Рајдер Сканлон | главна улога                             |
| 2012.      | Царство порока    |               | Роуланд Смит   | епизода: „Дечак с плавим звоном”         |
| 2020—2021. | С љубављу, Виктор |               | Сајмон Спир    | специјална гостујућа улога (1—2. сезона) |
| 2020.      | Професорка        |               | Ерик Вокер     | главна улога; мини-серија                |
| 2021.      | Слушкиња          |               | Шон            | главна улога; мини-серија                |

### Видео-игре
| Година | Назив     | Улога     | Напомене |
| ------ | --------- | --------- | -------- |
| 2015.  |           | Зак Мичел |          |
| 2015.  | Зак Мичел |           |          |